# 普寿寺
普寿寺，是一座黄教喇嘛庙，位于山西省忻州市五台山台怀镇中心地带东庄村中，普萨顶下东侧的紫霞谷口。南近大白塔。已列为五台县文物保护单位。普寿寺（女子佛学院）不对外开放也不接待游客。

## 历史
普寿寺始建于北宋元佑年间，属于大华严寺的一部分。后逐渐式微。清光绪三十四年（1908年）重建。光绪三十年（1904）英国入侵西藏，十三世达赖图登嘉错流亡外蒙古。1909年，达赖喇嘛从外蒙进京，路经五台山，在此坐床讲经半年，住在普寿寺二楼禅房。献于十三世达赖喇嘛。1950年代，普寿寺改为五台山卫生院。
改革开放后，普寿寺归还五台山佛教协会，当时殿宇佛像已毁坏殆尽，仅存三间残垣断壁，危房废墟摇摇欲坠。1990年底，五郎庙住持、五台山佛教协会副会长高僧通愿法师（俗名翟尧臣）恢复普寿寺，兴办十方尼众道场的申请得到政府批准。1991年，通愿法师圆寂，弟子如瑞、妙音遵照遗愿来到普寿寺，发愿重修寺院，募化布施，自己动手，拆除旧殿，修建寺庙。2011年正式成立“五台山尼众佛学院”，招收本科班和研究班学生。
2002年，普寿寺复建太原“妙吉祥寺”。妙吉祥寺与太原师范学院联合办学，培养学僧共7期，毕业108人。2005年，榆次区政府将待建的大乘寺交由普寿寺管理使用（2007年妙吉祥寺住众入住），定位为教育场所。又划拨300亩土地供普寿寺修建慈善事业清泰安养院（清泰园），由慈善机构“菩提爱心协会”主办。至2010年，普寿寺、大乘寺、爱心协会基本完成基础工程及配套设施建设。

## 建筑
普寿寺占地3240平方米，坐北面南，前后四进院落，中轴线上依次建有山门、天王殿、讲堂、普光明殿、五观堂。通愿法师的五色舍利子供奉于第二进院东北角的相堂（颂恩堂）。山门马路对面建有生活区，占地800平方米，里面的平房供一部分尼姑住宿；一墙之隔的新建区面积宽广，占地20000平方米。已建成汉白玉牌楼和三座殿宇，尚未全部竣工。。

## 保护
1988年7月，普寿寺公布为五台县文物保护单位。